# プレモゼッロ＝キオヴェンダ
プレモゼッロ＝キオヴェンダ（伊: Premosello-Chiovenda）は、イタリア共和国ピエモンテ州ヴェルバーノ・クジオ・オッソラ県にある、人口約2,000人の基礎自治体（コムーネ）。

## 地理

### 位置・広がり
| 隣接するコムーネは以下の通り。 - アンツォーラ・ドッソラ - ベウラ＝カルデッツァ - コッソーニョ - メルゴッツォ - オルナヴァッソ - ピエーヴェ・ヴェルゴンテ - サン・ベルナルディーノ・ヴェルバーノ - トロンターノ - ヴォゴーニャ |